# Isak Magnusson
Isak Magnusson, född 16 juni 1998 i Lindås, är en svensk fotbollsspelare. Magnusson är son till tidigare fotbollsspelaren Rickard Magnusson som också spelat i Kalmar FF.

## Karriär
Isak Magnussons moderklubb är Lindås BK från Lindås, nära Emmaboda. I slutet av 2014 tog han klivet från den sammanslagna föreningen Lindås BK/Långasjö GoIF till allsvenska Kalmar FF, där han tog plats i ungdomslaget.
Den 16 maj 2017 fick Magnusson göra allsvensk debut för Kalmar FF, då han i den 73:e matchminuten bytte av Edvin Crona i 0-2-förlusten mot IFK Norrköping. Med sina fem mål i allsvenskan 2020 blev han Kalmar FFs bästa målskytt i seriespelet det året.
I juli 2021 värvades Magnusson av Östers IF, där han skrev på ett 2,5-årskontrakt. Efter säsongen 2023 lämnade Magnusson klubben.

## Karriärstatistik
| Klubb                                                     | Säsong            | Inhemsk liga      | Inhemsk liga | Inhemsk liga | Nat. täv. | Nat. täv. | Internat. täv. | Internat. täv. | Totalt | Totalt |
| Klubb                                                     | Säsong            | Serie             | SM           | Mål          | SM        | Mål       | SM             | Mål            | SM     | Mål    |
| --------------------------------------------------------- | ----------------- | ----------------- | ------------ | ------------ | --------- | --------- | -------------- | -------------- | ------ | ------ |
| Kalmar FF                                                 | 2017              | Allsvenskan       | 3            | 0            | 2         | 0         | 0              | 0              | 5      | 0      |
| Kalmar FF                                                 | 2018              | Allsvenskan       | 26           | 1            | 1         | 0         | 0              | 0              | 27     | 1      |
| Kalmar FF                                                 | 2019              | Allsvenskan       | 17           | 0            | 2         | 2         | 0              | 0              | 19     | 2      |
| Kalmar FF                                                 | 2020              | Allsvenskan       | 26           | 5            | 1         | 0         | 0              | 0              | 27     | 5      |
| Kalmar FF                                                 | 2021              | Allsvenskan       | 5            | 0            | 3         | 0         | 0              | 0              | 8      | 0      |
| Kalmar FF                                                 | Totalt i klubblag | Totalt i klubblag | 77           | 6            | 9         | 2         | 0              | 0              | 86     | 8      |
| Östers IF                                                 | 2021              | Superettan        | 16           | 2            | 1         | 0         | 0              | 0              | 17     | 2      |
| Östers IF                                                 | 2022              | Superettan        | 24           | 2            | 4         | 0         | 0              | 0              | 28     | 2      |
| Östers IF                                                 | 2023              | Superettan        | 17           | 0            | 1         | 0         | 0              | 0              | 18     | 0      |
| Östers IF                                                 | Totalt i klubblag | Totalt i klubblag | 57           | 4            | 6         | 0         | 0              | 0              | 63     | 4      |
| Antal matcher och mål är korrekt per den 19 december 2023 |                   |                   |              |              |           |           |                |                |        |        |

## Utmärkelser
- Smålands bästa fotbollsspelare 2020[8][2]